# BMW E70
La BMW E70 è la seconda generazione della BMW X5, un'autovettura di tipo SUV di fascia alta prodotta dalla casa automobilistica tedesca BMW a partire dal 2006 al 2013.

## Profilo e storia

### Debutto
La seconda generazione della X5 fu presentata in anteprima mondiale al Salone di Parigi nell'autunno del 2006. Nonostante la location europea per il suo debutto, la E70 cominciò la sua carriera allo stesso modo della sua progenitrice, ossia per i primi mesi fu commercializzata solo ed esclusivamente nei mercati nordamericani, in particolare negli USA, dove veniva anche assemblata. Infatti fu mantenuto il sito produttivo di Spartanburg nella Carolina del Sud. Per i mercati nordamericani, la X5 seconda serie fu disponibile con un 6 cilindri in linea da 2996 cm³ oppure con un V8 da 4799 cm³.

#### Design esterno ed interno
La E70 fu l'ultima X5 disegnata dall'équipe diretta da Chris Bangle: di lì a pochi anni il discusso designer statunitense avrebbe lasciato la BMW per dedicarsi ad altre attività nel campo del design. Pur mantenendo intatte le principali impostazioni del corpo vettura allo scopo di identificare e riconoscere al volo il nuovo SUV BMW come una X5, la E70 presentava anche molte differenze, anche di notevole rilevanza. Innanzitutto il corpo vettura era più lungo di circa 20 cm, e tale soluzione fu applicata non tanto per l'esigenza di avere un abitacolo più ampio ed abitabile, quanto per quella di dare la possibilità di montare una terza fila di due sedili e poter quindi ospitare fino a sette persone. Questa caratteristica avrebbe infatti permesso di fronteggiare ad armi pari una delle rivali più temibili che la E70 avrebbe dovuto fronteggiare, vale a dire l'Audi Q7, con cui la Casa di Ingolstadt debuttò in tale tipologia di vetture e che tra le frecce al suo arco aveva proprio il fatto di essere omologata per sette posti. Proprio questo suo maggior sviluppo in lunghezza, la E70 presentava un corpo vettura più imponente, sensazione data anche dalla maggior larghezza (circa 9 cm in più), mentre in altezza la E70 è 13 mm più bassa rispetto alla sua antenata. 

Ma le differenze non finivano qui: il frontale, tipicamente BMW, sfoggiava i nuovi fari sempre a doppi proiettori circolari carenati, ma con una forma più "a goccia" e sistemati in modo tale che venissero quasi ad avvolgere l'angolo tra il cofano motore e la calandra. La calandra a doppio rene era più sviluppata ma dal punto di vista del design non presentava altre grandi differenze rispetto a quella precedente, e così pure il paraurti che pure era stato ridisegnato da cima a fondo ma aveva conservato le impostazioni generali di quello del modello precedente (verniciatura solo nella parte superiore, fendinebbia tondi nella zona in tinta, ecc). La vista laterale permette di scorgere l'aumento della misura del passo di oltre 11 cm, una soluzione che ha contribuito alla già menzionata possibilità di montare tre file di sedili in luogo di due. dalla fiancata spariva la bombatura di congiunzione tra le altre due bombature in corrispondenza dei passaruota. Questi ultimi, quindi, erano rimasti, ma separati l'uno dall'altro. La coda era caratterizzata dai nuovi fari, sempre da disegno "ad L" ma notevolmente modernizzati e che fasciavano di più l'angolo tra coda e fiancata. Era ancora presente lo spoiler sul tetto, a rimarcare la vocazione sportiveggiante di questo SUV, ma anche ad ottimizzare il Cx della vettura, ora pari a 0.33.

L'abitacolo era più ampio e il posto guida, pur ridisegnato da cima a fondo, mostrava il classico family feeling BMW, specie nella console centrale, dove le bocchette di aerazione e lo schermo erano stati invertiti di posizione, e nel tunnel della trasmissione, dove si trovava l'ormai consueta manopola del sistema iDrive, che in questo caso debuttava sulla X5, mentre era stata eliminata la leva del freno a mano, sostituita dal pulsante che azionava un comando elettromeccanico. La leva del cambio automatico a gestione elettronica era di nuovo disegno. Posteriormente i sedili non erano sacrificati e godevano di numerose comodità. Anche il bagagliaio era cresciuto in capacità e nella E70 arrivava a 620 litri ampliabili a 1750 litri abbattendo la seconda fila di sedili (ed anche la terza, in caso di presenza di quest'ultima, facendo essa parte del listino optional). Il divano abbattibile era di tipo frazionabile, come oramai consuetudine in tutte le vetture caratterizzate da un alto livello di praticità, ed era inoltre provvisto di sistema di carico passante.

#### Struttura, meccanica e motori
Pur essendo aumentata generosamente di dimensioni, la E70 ha conservato grosso modo gli stessi valori di massa a vuoto, merito dell'utilizzo di materiali leggeri, come l'alluminio e la plastica (rispettivamente per componenti come cofano e parafanghi). A fronte di ciò i progettisti avevano lavorato molto per aumentare la rigidezza torsionale, salita da 23.500 a 27.000 Nm/grado. A tale risultato contribuì l'applicazione di nuove barre di rinforzo.

Sul fronte della meccanica telaistica, la novità più rilevante era costituita dal nuovo avantreno a quadrilateri trasversali che sostituiva la più economica e meno raffinata soluzione di tipo MacPherson. Il retrotreno conservò la soluzione a bracci multipli anche se adattata alla carreggiata più larga. Completavano il quadro le molle elicoidali, gli ammortizzatori idraulici e le barre antirollio. A richiesta poteva essere montata la gestione attiva di ammortizzatori e barre. L'impianto frenante era a quattro dischi autoventilanti di maggiori dimensioni rispetto a quelli montati sulla E53. Lo sterzo era a cremagliera con servoassistenza idraulica e possibilità di integrare il tutto con il dispositivo Active Steering che varia la demoltiplicazione dello sterzo in funzione della velocità della vettura.

Al suo debutto nel mercato europeo la X5 E70 era disponibile in due varianti motoristiche a benzina più una a gasolio:
- 3.0si: motore N52B30 da 2996 cm³ con potenza massima di 272 CV;
- 4.8i: motore V8 N62B48 da 4799 cm³ con potenza massima di 355 CV;
- 3.0d: motore M57D30TÜ2 turbodiesel common rail da 2993 cm³ con potenza massima di 235 CV.

Tutte le motorizzazioni erano previste in abbinamento ad un cambio automatico a 6 rapporti. La trazione integrale di cui ogni versione disponeva di serie era già del tipo xDrive, cioè un sistema di trazione integrale "intelligente" che gestiva la ripartizione automatica della coppia motrice su ognuna delle quattro ruote. Tale sistema aveva debuttato nel 2003 su alcuni modelli BMW e tra questi le ultime X5 E53 post-restyling.

### Evoluzione

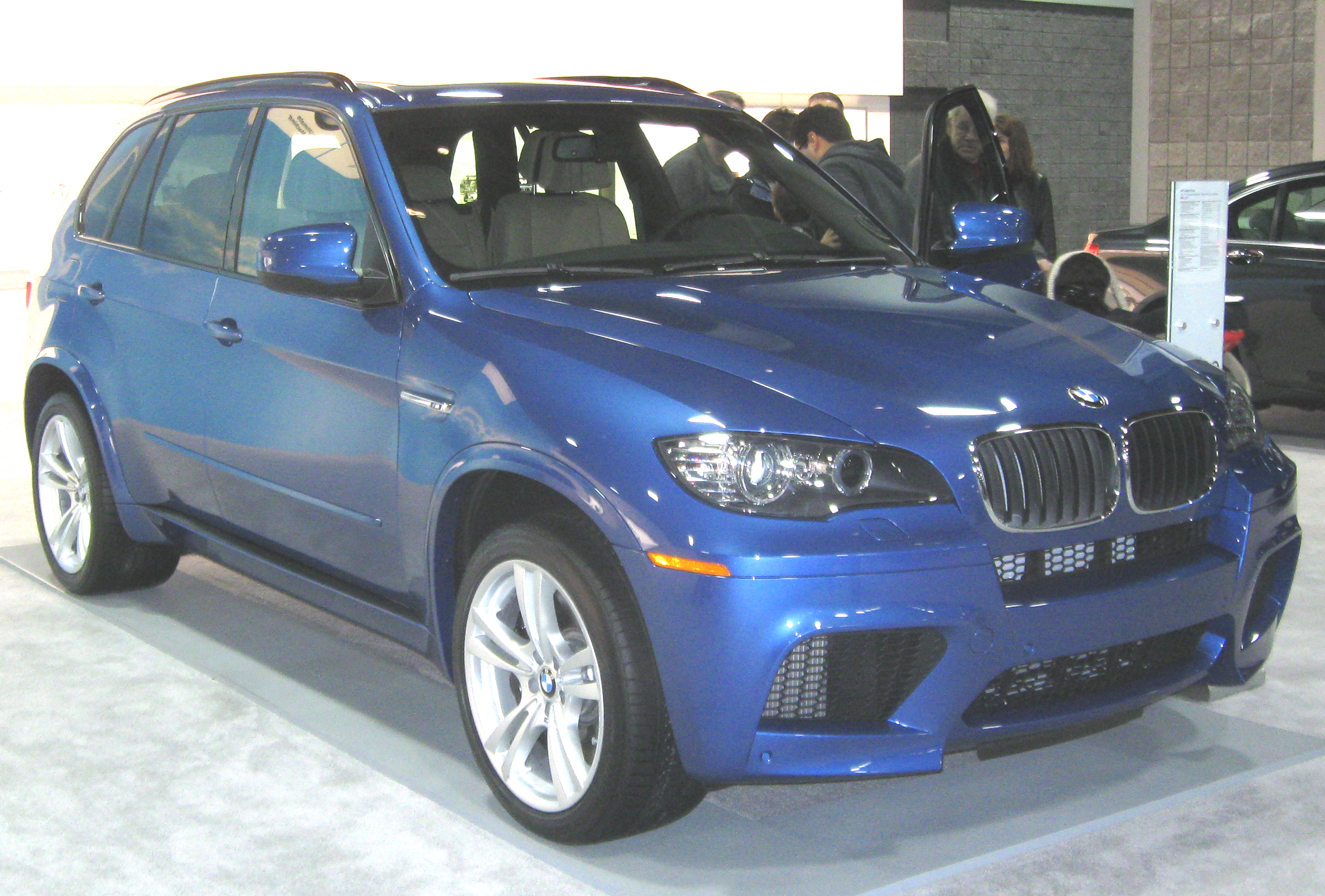
Una X5 M, versione top di gamma della X5 E70

La E70 cominciò la sua carriera in Europa a partire dalla primavera del 2007 e venne proposta in quattro livelli di allestimento (base, Eletta, Attiva e Futura). L'unica a disporre di un unico allestimento assai completo fu la 4.8is.

Entro la fine dell'anno la gamma venne ampliata con l'arrivo della X5 3.0sd, che si differenziava dall'altro modello a gasolio per la maggior potenza del suo 3 litri data dalla doppia sovralimentazione e che quindi raggiungeva fino a 286 CV.

Nel 2008 vi fu un cambio di denominazione per tutta la gamma, che a quel punto adottò la sigla xDrive come parte integrante della denominazione stessa per meglio rimarcare la presenza dell'omonimo sistema di trazione integrale. Così, per esempio, la X5 3.0d divenne X5 xDrive30d, mentre la X5 4.8i divenne X5 xDrive48i, e così via. Un altro cambio di denominazione vi fu nella versione di punta a gasolio che venne ridenominata X5 xDrive35d, dove la cifra 35 in luogo della teorica sigla 30sd voleva meglio puntare l'indice sulle elevate prestazioni del 3 litri bi-turbodiesel.

Nell'aprile del 2009 al Salone di New York venne presentata una versione per certi versi rivoluzionaria, in ogni caso destinata a divenire la top di gamma della X5 E70: questa versione fu la X5 M, dove la lettera M indicava l'intervento della M GmbH (il reparto sportivo della BMW) per rendere più sportivo il comportamento della vettura e regalarle prestazioni brucianti. In questo caso venne montato il motore V8 biturbo da 4.4 litri della X6, la cui potenza massima fu però portata da 408 a ben 555 CV, ossia 147 CV in più rispetto all'unità di origine e fino a ben 200 CV in più rispetto a quella che fino a quel momento era la più potente delle X5 E70. Naturalmente alle maggiori prestazioni venne adattata anche l'intera meccanica telaistica, con sospensioni specifiche ed un impianto frenante maggiorato. Anzi, nel caso della X5 M si trattò del più grosso impianto frenante mai montato su una BMW di serie, con dischi freno da ben 395 mm di diametro sull'avantreno e 385 mm al retrotreno. L'unica altra BMW dotata di tale impianto frenante era la X6 M, praticamente la stessa vettura, ma con carrozzeria più profilata e simile ad una berlina-coupé. Tra le altre novità presenti sulla X5 M, va ricordata anche l'installazione di un cambio automatico MSport a 6 rapporti. Esternamente la X5 M si riconosceva per i paraurti dal disegno più aggressivo e per i grossi cerchi da 20 pollici dal disegno specifico. La commercializzazione di questo modello fu avviata nel settembre del 2009.

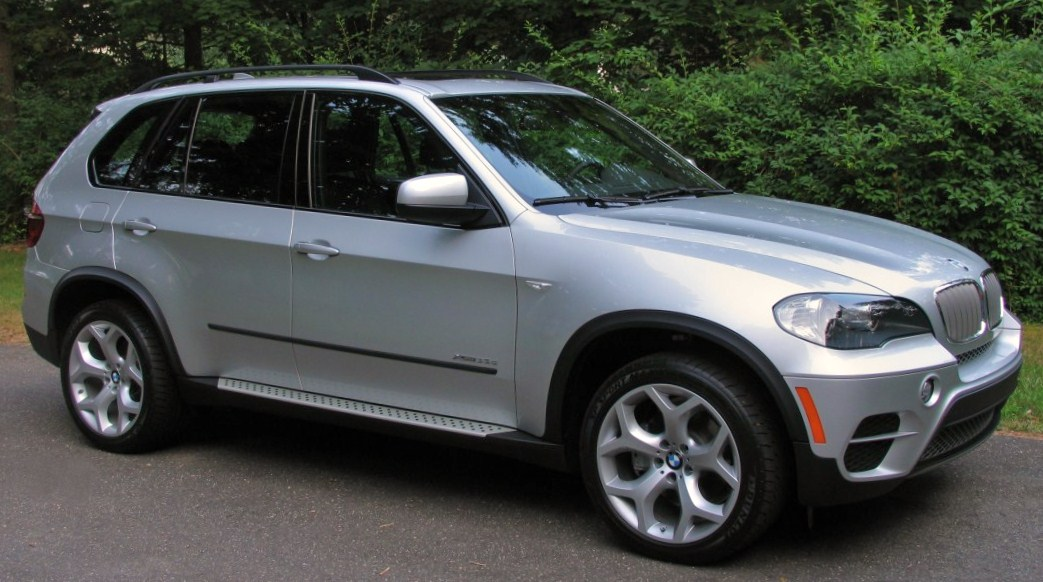
Una X5 E70 dopo il restyling di metà 2010

A metà del 2010 la E70 usufruì del restyling di metà carriera: esternamente gli aggiornamenti furono solo di dettaglio e riguardarono principalmente i fari posteriori dotati di una fila di luci a led ed i paraurti ridisegnati e con una più ampia superficie verniciata in tinta con la carrozzeria. La stampa di quel periodo parlava di paraurti integralmente in tinta, ma in realtà una porzione inferiore dei paraurti era ancora in plastica nera, così come gli archi passaruota. Dal punto di vista della gamma motori, invece, le novità furono più corpose ed anche più numerose: la xDrive30i venne sostituita dalla xDrive 35i, con motore 3 litri turbo da 306 CV; la xDrive48is lasciò il posto alla xDrive50i, con il nuovo V8 da 4.4 litri da 408 CV. Era lo stesso V8 della versione M, ma nella variante "civile". E poi, ancora, il 3 litri turbodiesel passò da 235 a 245 CV di potenza massima, mentre la variante con doppia sovralimentazione vide la propria potenza salire da 286 a 306 CV, facendo di questo motore il primo 3 litri a gasolio da oltre 100 CV/litro. La X5 equipaggiata con quest'ultimo motore venne battezzata X5 xDrive40d. Tra le altre novità introdotte con il restyling, va segnalato anche l'arrivo del nuovo cambio automatico Steptronic ad 8 rapporti a gestione elettronica, mentre il sistema DPC (Dynamic Performance Control) che funge da differenziale elettronico per la ripartizione della coppia e che prima era un accessorio a pagamento, ora è di serie.

Nel 2011 non vi sono state novità di sorta, mentre nel 2012, quando la gamma della E70 pareva destinata al pensionamento, una novità assai significativa andò ad aggiornare la gamma del grosso SUV bavarese. Questa novità era data dall'arrivo della X5 M50d, una potentissima versione a gasolio equipaggiata con l'unità N57S, ossia un motore che passerà alla storia per essere in assoluto il primo dotato di tripla sovralimentazione. La base di partenza era sempre il noto 3 litri turbodiesel common rail, ma grazie all'ausilio di ben tre turbocompressori, la potenza massima raggiunse la notevole quota di ben 381 CV, ossia quasi 130 CV/litro, un risultato fino a poco tempo prima impensabile per un motore diesel.

Nell'agosto del 2013, però, la gamma della E70, ormai vecchia di sette anni, ha completato il suo ciclo vitale ed è stata tolta dai listini per lasciare il posto alla terza generazione della X5, la F15.

### Riepilogo caratteristiche
Di seguito vengono mostrate le caratteristiche relative alle varie versioni previste per la gamma E70 in Europa:
| Modello                                                         | Motore             | Cilindrata cm³     | Alimentazione                            | Potenza CV/rpm     | Coppia Nm/rpm      | Cambio/ N°rapporti | Massa a vuoto (kg) | Velocità max       | Acceler. 0–100 km/h | Consumo (l/100 km) | Emissioni CO2/ (g/km) | Anni di produzione |
| Versioni a benzina                                              | Versioni a benzina | Versioni a benzina | Versioni a benzina                       | Versioni a benzina | Versioni a benzina | Versioni a benzina | Versioni a benzina | Versioni a benzina | Versioni a benzina  | Versioni a benzina | Versioni a benzina    | Versioni a benzina |
| --------------------------------------------------------------- | ------------------ | ------------------ | ---------------------------------------- | ------------------ | ------------------ | ------------------ | ------------------ | ------------------ | ------------------- | ------------------ | --------------------- | ------------------ |
| X5 3.0si                                                        | N52B30             | 2996               | Iniezione indiretta                      | 272/6650           | 315/2750           | AS/6               | 2.000              | 210                | 8"1                 | 10.2               | 244                   | 04/2007-02/20081   |
| X5 xDrive30i                                                    | N52B30             | 2996               | Iniezione indiretta                      | 272/6650           | 315/2750           | AS/6               | 2.000              | 225                | 8"1                 | 10.2               | 244                   | 03/2008-06/2010    |
| X5 xDrive35i                                                    | N55B30             | 2979               | Iniezione diretta + turbocompressore     | 306/5800           | 400/ 1200-5000     | AS/8               | 2.070              | 235                | 6"8                 | 10.1               | 236                   | 06/2010-08/2013    |
| X5 4.8i                                                         | N62B48             | 4799               | Iniezione indiretta                      | 355/6300           | 475/ 3400-3800     | AS/6               | 2.105              | 240                | 6"5                 | 12                 | 286                   | 04/2007-02/20081   |
| X5 xDrive48i                                                    | N62B48             | 4799               | Iniezione indiretta                      | 355/6300           | 475/ 3400-3800     | AS/6               | 2.105              | 240                | 6"5                 | 12                 | 286                   | 03/2008-06/2010    |
| X5 xDrive50i                                                    | N63B44             | 4395               | Iniezione diretta + due turbocompressori | 408/ 5500-6400     | 600/ 1750-4500     | AS/8               | 2.190              | 250                | 5"5                 | 12.5               | 292                   | 06/2010-08/2013    |
| X5 M                                                            | S63B44A            | 4395               | Iniezione diretta + due turbocompressori | 555/6000           | 680/ 1500-5650     | AS/6 MSport        | 2.305              | 250                | 4"7                 | 13.9               | 325                   | 07/2009-08/2013    |
| Versioni a gasolio                                              |                    |                    |                                          |                    |                    |                    |                    |                    |                     |                    |                       |                    |
| X5 3.0d                                                         | M57D30TÜ2          | 2993               | Turbodiesel common rail                  | 235/4000           | 520/ 2000-2750     | AS/6               | 2.075              | 210                | 8"1                 | 8.1                | 214                   | 04/2007-02/2008    |
| X5 xDrive30d                                                    | M57D30TÜ2          | 2993               | Turbodiesel common rail                  | 235/4000           | 520/ 2000-2750     | AS/6               | 2.075              | 216                | 8"1                 | 8.1                | 214                   | 03/2008-06/2010    |
| X5 xDrive30d                                                    | N57D30OL           | 2993               | Turbodiesel common rail                  | 245/4000           | 540/ 1750-3000     | AS/8               | 2.075              | 222                | 7"6                 | 7.4                | 195                   | 06/2010-08/2013    |
| X5 3.0sd                                                        | M57D30TÜ2          | 2993               | Bi-turbodiesel common rail               | 286/4400           | 580/ 1750-2250     | AS/6               | 2.110              | 235                | 7"                  | 8.3                | 220                   | 09/2007-02/2008    |
| X5 xDrive35d                                                    | M57D30TÜ2          | 2993               | Bi-turbodiesel common rail               | 286/4400           | 580/ 1750-2250     | AS/6               | 2.110              | 235                | 7"                  | 8.3                | 220                   | 03/2008-06/2010    |
| X5 xDrive40d                                                    | N57D30TOP          | 2993               | Bi-turbodiesel common rail               | 306/4400           | 600/ 1500-2500     | AS/8               | 2.110              | 236                | 6"6                 | 7.5                | 198                   | 06/2010-08/2013    |
| X5 M50d                                                         | N57S               | 2993               | Tri-turbodiesel common rail              | 381/ 4000-4400     | 740/ 2000-3000     | AS/8               | 2.225              | 250                | 5"4                 | 7.5                | 199                   | 07/2012-08/2013    |
| Note: 1Disponibile per i mercati nordamericani già dall'11/2006 |                    |                    |                                          |                    |                    |                    |                    |                    |                     |                    |                       |                    |